# Epicena
Chamam-se palavras epicenas aquelas em que não existem termos diferentes para designar o macho e a fêmea de um animal. Por exemplo, elefante-macho, elefante-fêmea (ou também a elefanta), baleia-macho, baleia-fêmea, cobra-macho, cobra-fêmea, onça-pintada-macho, onça-pintada-fêmea, panda-gigante-macho, panda-gigante-fêmea. O termo, outras vezes, abarca também substantivos sobrecomuns.

## Etimologia
O termo epiceno deriva de epíkoinos, formado pelo prefixo epi- e κοινός (koinós, comum, geral).